# Nvidia-GeForce-500-Serie

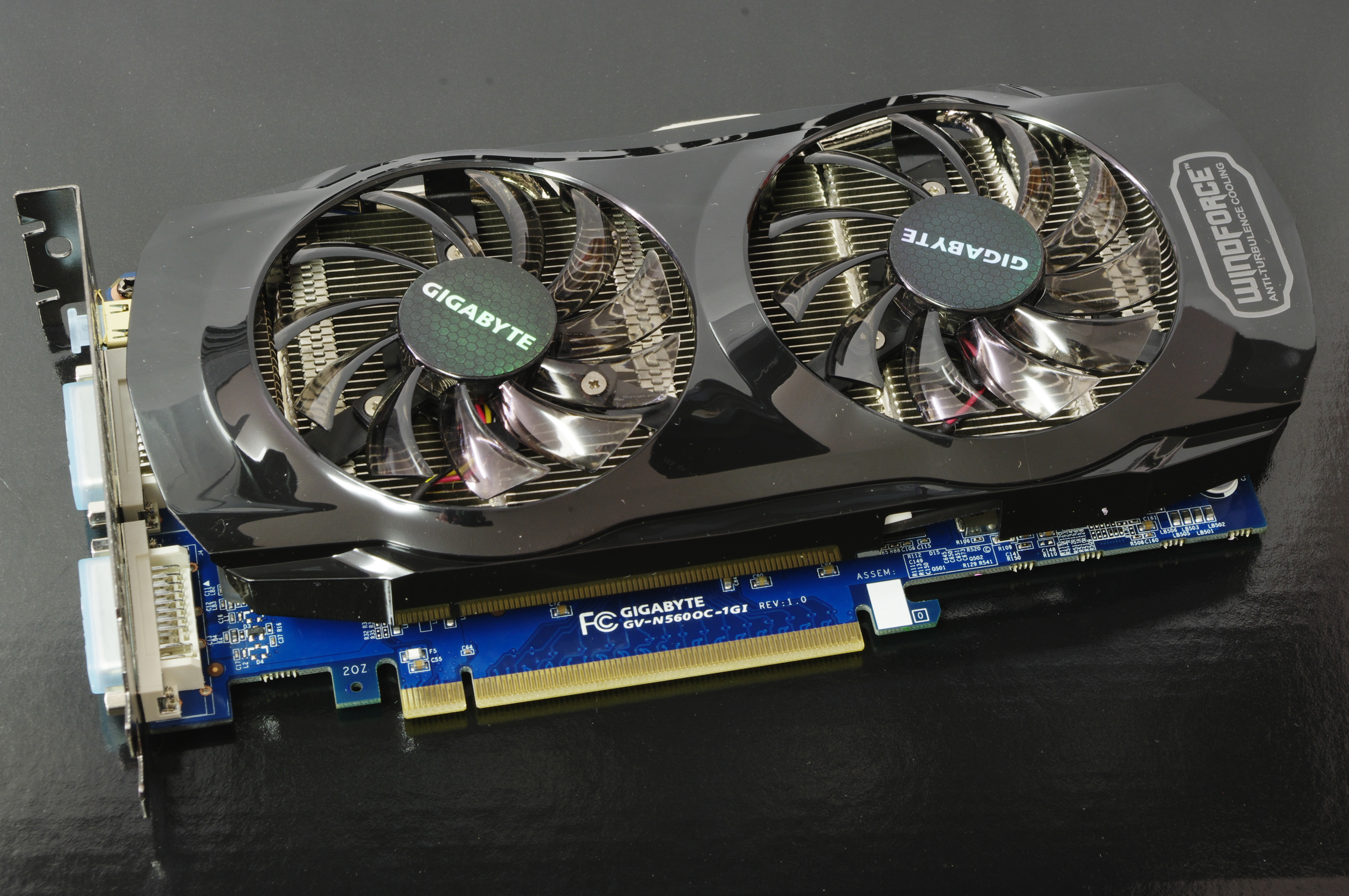
GeForce GTX 560 Ti im Eigendesign des Boardpartners Gigabyte

Die GeForce-500-Serie ist eine Serie von Desktop-Grafikchips des Unternehmens Nvidia und Nachfolger der GeForce-400-Serie. Alle Grafikprozessoren dieser Serie unterstützen das Shadermodell 5.0 (SM 5.0), DirectX 11 sowie OpenCL, CUDA und damit auch PhysX. Die GeForce-500-Serie wurde von der GeForce-600-Serie abgelöst.

## Beschreibung
Die erste Grafikkarte der GeForce-500-Serie stellte Nvidia am 9. November 2010 vor. Dabei handelt es sich um die GeForce GTX 580, die den GF110-Grafikprozessor verwendete. Dieser basiert weiterhin auf der Fermi-Architektur der GeForce-400-Serie, allerdings in einer leicht veränderten Fassung, die Nvidias CEO Jen-Hsun Huang als „Mid-Life Kicker“ bezeichnete. Dennoch handelt es sich technisch gesehen beim GF110 „nur“ um eine Neuauflage des GF100 in einem überarbeiteten Stepping. So wurde vollwertiges FP16-Filtering hinzugefügt und die Z-Cull-Effizienz verbessert. Um Leckströme zu reduzieren und somit die Leistungsaufnahme zu senken, wurden teilweise schnell schaltende Transistoren durch langsamere Modelle ersetzt. Bei ihrer Präsentation wies die GeForce GTX 580 eine in etwa 15 % bis 20 % höhere Performance auf als die GeForce GTX 480 und löste diese als schnellste Single-GPU-Karte am Markt ab. Da auch das später veröffentlichte Konkurrenzmodell von AMD, die Radeon HD 6970, nur in etwa die Performance der GeForce GTX 480/570 erreichte, nimmt die GTX 580 als schnellste Single-GPU-Karte eine Monopolstellung am Markt ein. Nachdem die GTX 480 in der Fachpresse unter anderem wegen ihrer hohen Lautstärke kritisiert wurde, verbaute Nvidia auf der GTX 580 ein neues Dual-Slot-Kühlsystem, welches auf eine eigens entwickelte Vapor-Chamber-Technologie aus Kupfer setzt. Damit wies die GeForce GTX 580 eine deutlich geringere Geräuschentwicklung auf. Bei dem zweiten großen Kritikpunkt der GeForce GTX 480, der hohen Leistungsaufnahme, erzielte Nvidia dagegen nur marginale Verbesserungen. Die GeForce GTX 580 ist die erste Grafikkarte von Nvidia im High-End-Sektor seit der GeForce GTX 285, bei der die GPU in der Vollausbaustufe eingesetzt wird. Bei der GeForce-400-Serie war dies aufgrund von Problemen mit dem 40-nm-Fertigungsprozess bei TSMC und einer zu hohen Wärmeentwicklung noch nicht möglich. Am 7. Dezember 2010 folgte die GeForce GTX 570, bei der ein Shader-Cluster des GF110-Grafikprozessors deaktiviert wurde. Sie erreichte damit ziemlich genau die Performance der GeForce GTX 480, wies aber bessere Werte im Bereich Leistungsaufnahme und Geräuschentwicklung auf, allerdings war auch der Grafikspeicher von 1536 MB auf 1280 MB reduziert worden.
Eine Besonderheit der Serie stellt die am 24. März 2011 vorgestellte GeForce GTX 590 dar. Dabei handelt es sich um Nvidias erste offizielle Dual-GPU-Grafikkarte seit der GeForce GTX 295, nachdem kein solches Derivat bei der GeForce-400-Serie auf dem Markt gebracht worden war. Sie basiert auf zwei GF110-GPUs im Vollausbau, wobei diese im Vergleich zur GeForce GTX 580 mit deutlich reduzierten Taktraten betrieben werden. Dennoch gibt Nvidia als TDP offiziell mit 365 Watt an, was außerhalb der PCI-SIG-Spezifikationen liegt. Diese wurde bereits wenige Wochen zuvor von der Radeon HD 6990 gebrochen, mit welcher die GTX 590 um die Leistungskrone konkurrierte, wobei beide Karten neue Negativrekorde im Bereich der Leistungsaufnahme erreichten.

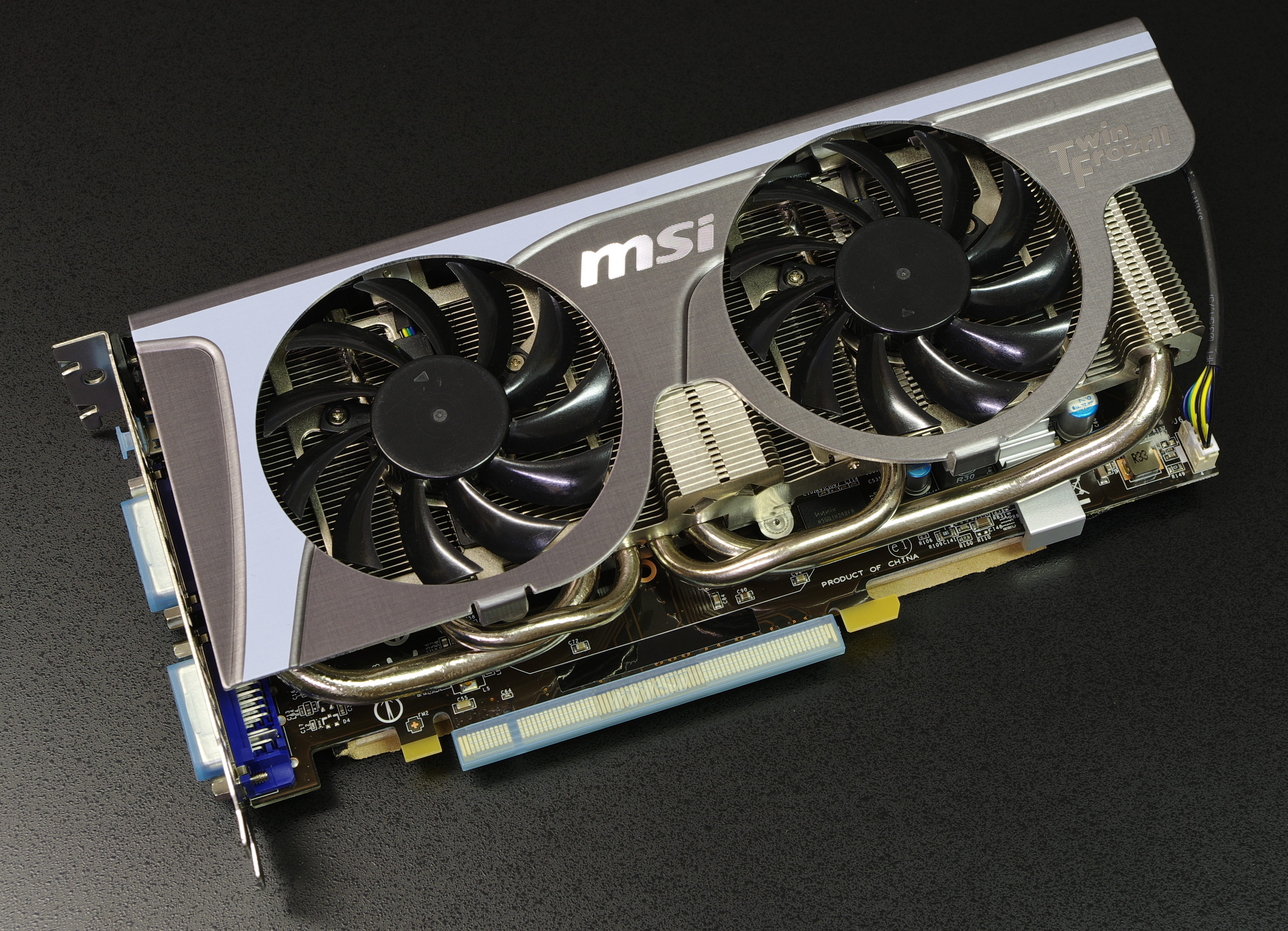
GeForce GTX 560 Ti im Eigendesign des Boardpartners MSI

Am 25. Januar 2011 stellte Nvidia die GeForce GTX 560 Ti als Nachfolger der erfolgreichen GeForce GTX 460 vor. Als Basis diente nun der GF114-Grafikprozessor, bei dem es sich um einen Refresh des GF104 handelt. Wie beim GF110 wurden dabei teilweise schnell schaltende Transistoren durch langsamere Modelle ersetzt, um Leckströme zu vermeiden und somit die Leistungsaufnahme zu reduzieren. Im Gegensatz zum GF104 wird der GF114 auf der GeForce GTX 560 Ti im Vollausbau genutzt, wohingegen auf der GTX 460 noch ein Shadercluster abgeschaltet worden war. Zusammen mit höheren Taktraten erreichte die GTX 560 in etwa eine 30 % höhere 3D-Performance als die GTX 460. Damit platzierte diese sich am Markt zwischen den AMD-Konkurrenten Radeon HD 6870 und 6950. Bei der GeForce GTX 560 Ti verwendete Nvidia erstmals seit der GeForce-4-Serie von 2002 das Namenskürzel Ti (Titanium) wieder. Ein weiteres Modell auf Basis des GF114 in Form der GeForce GTX 560 (ohne das Kürzel Ti) präsentierte Nvidia am 17. Mai 2011. Bei dieser wurde nun ein Shadercluster der GPU deaktiviert, womit es sich letztendlich um eine höhergetaktete Variante der GeForce GTX 460 handelt (inklusive des verbesserten Steppings des GF114). Die GTX 560 erreicht in etwa die Performance der Radeon HD 6870. Nvidia gab bei der Karte kein offizielles Referenzdesign vor, sondern überließ dies den Boardpartnern. Für beide GTX-560-Modelle präsentierte Nvidia noch spezielle Varianten für den OEM-Markt, die sich aber technisch stark von der Retailversion unterschieden, da sie auf teildeaktivierten GF110-GPUs basieren.

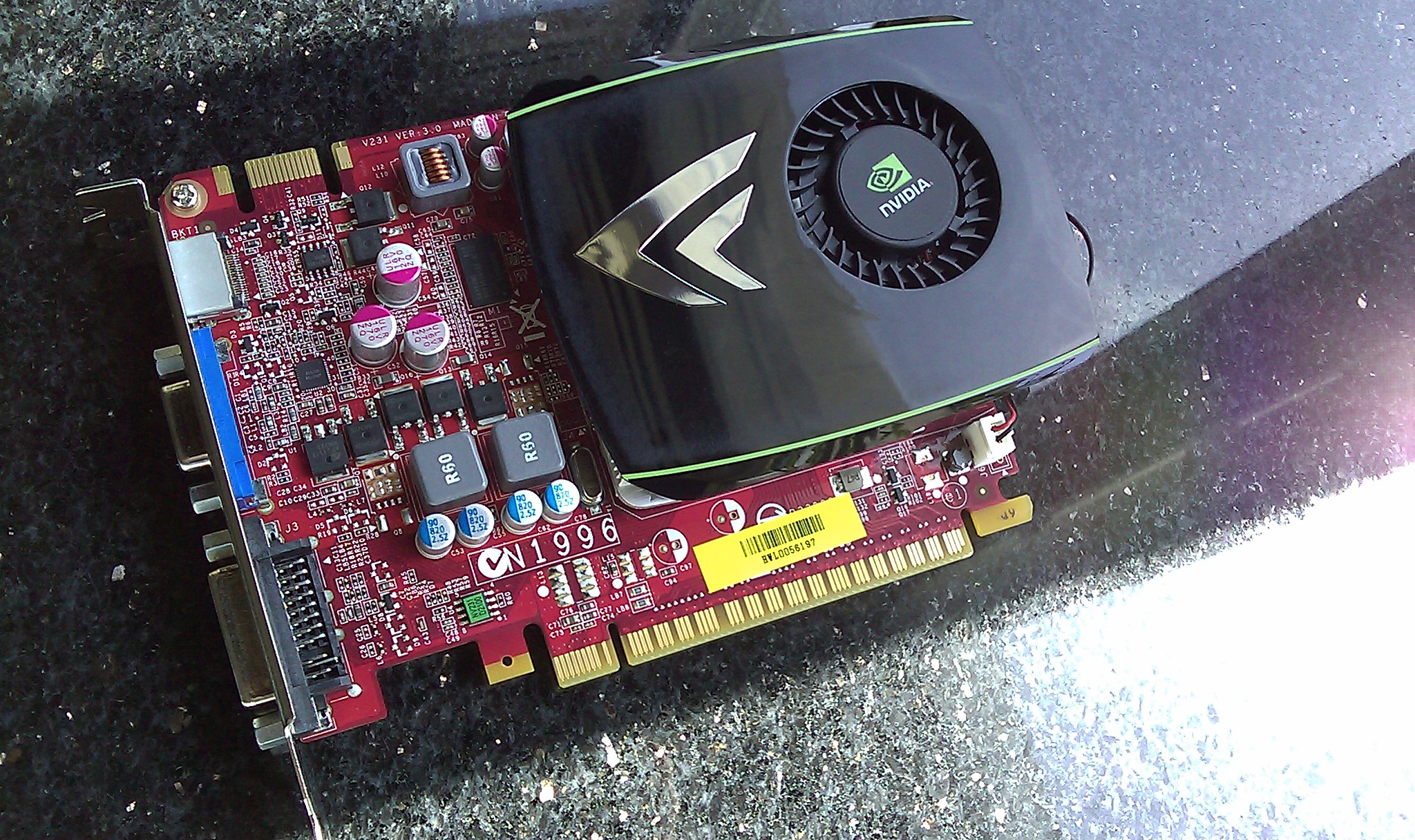
OEM-Grafikkarte GeForce GT 545 (DDR3)

Am 15. März 2011 stellte Nvidia die GeForce GTX 550 Ti auf Basis der GF116-GPU vor. Die Karte stellt den Nachfolger der GeForce GTS 450 dar, wobei Nvidia das Namensschema abänderte und das Kürzel GTS aufgab. Stattdessen verwendet Nvidia nun auch hier das GTX Kürzel, was in der Fachpresse kritisiert wurde, da somit eine Zugehörigkeit zum Performance- und Highend-Sektor suggeriert wurde, die nicht vorhanden sei. Eine Besonderheit der GTX 550 Ti stellt die Speicherbestückung dar: Obwohl ein 192-Bit-Speicherinterface verwendet wird, beträgt die Vram-Größe 1024 MB. Nvidia erreicht dieses, indem man zweimal 256 MB an zwei Speichercontrollern anschließt und einmal 512 MB an den dritten. Unabhängig davon erreicht die GeForce GTX 550 Ti in etwa die Performance der 18 Monate zuvor vorgestellten Radeon HD 5770 (später in Radeon HD 6770 umbenannt), wobei die GTX 550 dafür mehr Strom benötigt. Für den OEM-Markt brachte Nvidia noch die GeForce GT 545 heraus, bei welcher ein Shadercluster der GF116-GPU deaktiviert wurde.
Am 12. April 2011 stellte Nvidia die GeForce GT 520 vor, die den GF119-Grafikprozessor verwendet, wobei der Videoprozessor VP5 erstmals zum Einsatz kommt. Eine taktreduzierte Variante folgte Ende September unter der Bezeichnung GeForce 510. Bereits am 11. Mai 2011 wurde die GeForce GT 530 für den OEM-Markt vorgestellt, wobei es sich um eine Neuauflage der GeForce GT 430 auf Basis des GF108-Grafikprozessors handelt.
Bei der GeForce-500-Serie wurde das mit der GeForce-200-Desktopserie eingeführte Bezeichnungsschema verwendet. Alle Grafikchips werden mit einem Buchstabenkürzel zur Einordnung des Leistungssektors sowie einer dreistelligen Nummer bezeichnet, die generell mit einer „5“ (für GeForce 500) beginnt. Die letzten beiden Ziffern dienen zur weiteren Differenzierung innerhalb des jeweiligen Leistungssektors. Allerdings haben die Buchstabenkürzel in dieser Serie ihre Bedeutung weitgehend verloren. Von Mainstream bis hin zum High-End wird alles unter den einst für High-End und Performance stehend Kürzel "GTX" verkauft. Im Low-End-Segment gibt es das "GT"-Kürzel.

## Datenübersicht

### Grafikprozessoren
| Grafik- chip | Fertigung | Fertigung      | Fertigung   | Einheiten          | Einheiten | Einheiten           | Einheiten       | Einheiten       | Einheiten       | L2- Cache | API-Support | API-Support | API-Support | Video- pro- zessor | Bus- Schnitt- stelle |
| Grafik- chip | Pro- zess | Transi- storen | Die- Fläche | ROP- Parti- tionen | ROPs      | Unified-Shader      | Unified-Shader  | Textureinheiten | Textureinheiten | L2- Cache | DirectX     | OpenGL      | OpenCL      | Video- pro- zessor | Bus- Schnitt- stelle |
| Grafik- chip | Pro- zess | Transi- storen | Die- Fläche | ROP- Parti- tionen | ROPs      | Stream- prozessoren | Shader- Cluster | TAUs            | TMUs            | L2- Cache | DirectX     | OpenGL      | OpenCL      | Video- pro- zessor | Bus- Schnitt- stelle |
| ------------ | --------- | -------------- | ----------- | ------------------ | --------- | ------------------- | --------------- | --------------- | --------------- | --------- | ----------- | ----------- | ----------- | ------------------ | -------------------- |
| GF108        | 40 nm     | 0,58 Mrd.      | 114 mm²     | 1                  | 04        | 096                 | 02              | 16              | 16              | 256 kB    | 11.0        | 4.4         | 1.1         | VP4                | PCIe 2.0             |
| GF110        | 40 nm     | 3 Mrd.         | 520 mm²     | 6                  | 48        | 512                 | 16              | 64              | 64              | 768 KB    | 11.0        | 4.4         | 1.1         | VP4                | PCIe 2.0             |
| GF114        | 40 nm     | 1,95 Mrd.      | 332 mm²     | 4                  | 32        | 384                 | 08              | 64              | 64              | 512 KB    | 11.0        | 4.4         | 1.1         | VP4                | PCIe 2.0             |
| GF116        | 40 nm     | 1,17 Mrd.      | 238 mm²     | 3                  | 24        | 192                 | 04              | 32              | 32              | 384 KB    | 11.0        | 4.4         | 1.1         | VP4                | PCIe 2.0             |
| GF119        | 40 nm     | 0,29 Mrd.      | 079 mm²     | 1                  | 04        | 048                 | 01              | 08              | 08              | 128 kB    | 11.0        | 4.4         | 1.1         | VP5                | PCIe 2.0             |

### Modelldaten
| Modell                       | Offizieller Launch | Grafikprozessor (GPU) | Grafikprozessor (GPU) | Grafikprozessor (GPU) | Grafikprozessor (GPU) | Grafikprozessor (GPU) | Grafikprozessor (GPU) | Grafikprozessor (GPU) | Grafikspeicher | Grafikspeicher | Grafikspeicher | Grafikspeicher      | Leistungsdaten             | Leistungsdaten             | Leistungsdaten                          | Leistungsdaten              | Leistungsdaten              | Leistungsdaten                 |
| Modell                       | Offizieller Launch | Typ                   | Aktive Einheiten      | Aktive Einheiten      | Aktive Einheiten      | Aktive Einheiten      | Chiptakt (in MHz)     | Chiptakt (in MHz)     | Größe (in MB)  | Takt (in MHz)  | Typ            | Speicher- interface | Rechenleistung (in GFlops) | Rechenleistung (in GFlops) | Polygon- durchsatz (in Mio. Dreiecke/s) | Pixelfüllrate (in GPixel/s) | Texelfüllrate (in GTexel/s) | Speicher- bandbreite (in GB/s) |
| Modell                       | Offizieller Launch | Typ                   | ROPs                  | Shader- Cluster       | ALUs                  | Textur- einheiten     | GPU                   | Shader                | Größe (in MB)  | Takt (in MHz)  | Typ            | Speicher- interface | SP (MAD)                   | DP (FMA)                   | Polygon- durchsatz (in Mio. Dreiecke/s) | Pixelfüllrate (in GPixel/s) | Texelfüllrate (in GTexel/s) | Speicher- bandbreite (in GB/s) |
| ---------------------------- | ------------------ | --------------------- | --------------------- | --------------------- | --------------------- | --------------------- | --------------------- | --------------------- | -------------- | -------------- | -------------- | ------------------- | -------------------------- | -------------------------- | --------------------------------------- | --------------------------- | --------------------------- | ------------------------------ |
| GeForce 510                  | 29. Sep. 2011      | GF119                 | 4                     | 1                     | 48                    | 8                     | 523                   | 1046                  | 1024 – 2048    | 898            | DDR3           | 64 Bit              | 100,4                      | 8,4                        | 131                                     | 2,1                         | 4,2                         | 14,4                           |
| GeForce GT 520               | 17. Mai 2011       | GF119                 | 4                     | 1                     | 48                    | 8                     | 810                   | 1620                  | 1024 – 2048    | 898            | DDR3           | 64 Bit              | 155,5                      | 13                         | 203                                     | 3,2                         | 6,5                         | 14,4                           |
| GeForce GT 520               | 12. Apr. 2011      | GF119                 | 4                     | 1                     | 48                    | 8                     | 810                   | 1620                  | 1024           | 900            | DDR3           | 64 Bit              | 155,5                      | 13                         | 203                                     | 3,2                         | 6,5                         | 14,4                           |
| GeForce GT 530               | 17. Mai 2011       | GF108                 | 4                     | 2                     | 96                    | 16                    | 700                   | 1400                  | 1024 – 2048    | 898            | DDR3           | 128 Bit             | 268,8                      | 22,4                       | 350                                     | 2,8                         | 11,2                        | 28,7                           |
| GeForce GT 545 DDR3          | 17. Mai 2011       | GF116                 | 24                    | 3                     | 144                   | 24                    | 720                   | 1440                  | 1536 – 3072    | 900            | DDR3           | 192 Bit             | 414,7                      | 34,6                       | 540                                     | 8,6                         | 17,3                        | 43,2                           |
| GeForce GT 545 GDDR5         | 17. Mai 2011       | GF116                 | 16                    | 3                     | 144                   | 24                    | 870                   | 1740                  | 1024           | 1998 (999)     | GDDR5          | 128 Bit             | 466,6                      | 38,9                       | 652                                     | 9,7                         | 19,4                        | 63,9                           |
| GeForce GTX 550 Ti           | 15. Mrz. 2011      | GF116                 | 24                    | 4                     | 192                   | 32                    | 900                   | 1800                  | 1024           | 2052 (1026)    | GDDR5          | 192 Bit             | 691,2                      | 57,6                       | 900                                     | 14,4                        | 28,8                        | 98,5                           |
| GeForce GTX 555              | 18. Jan. 2012      | GF114                 | 24                    | 6                     | 288                   | 32                    | 776                   | 1553                  | 1024           | 1914 (957)     | GDDR5          | 192 Bit             | 894,5                      | 74,5                       | 1164                                    | 18,6                        | 37,2                        | 91,9                           |
| GeForce GTX 560              | 16. Jun. 2011      | GF110                 | 40                    | 12                    | 384                   | 48                    | 552                   | 1104                  | 1280 – 2560    | 1603 (802)     | GDDR5          | 320 Bit             | 847,9                      | 106                        | 1656                                    | 17,7                        | 26,5                        | 128,2                          |
| GeForce GTX 560              | 17. Mai 2011       | GF114                 | 32                    | 7                     | 336                   | 56                    | 810                   | 1620                  | 1024           | 2004 (1002)    | GDDR5          | 256 Bit             | 1088,6                     | 90,7                       | 1418                                    | 22,7                        | 45,4                        | 128,3                          |
| GeForce GTX 560 Ti           | 30. Mai 2011       | GF110                 | 40                    | 11                    | 352                   | 44                    | 732                   | 1464                  | 1280 – 2560    | 1900 (950)     | GDDR5          | 320 Bit             | 1030,7                     | 128,8                      | 2013                                    | 16,1                        | 32,2                        | 152                            |
| GeForce GTX 560 Ti           | 25. Jan. 2011      | GF114                 | 32                    | 8                     | 384                   | 64                    | 822                   | 1645                  | 1024           | 2004 (1002)    | GDDR5          | 256 Bit             | 1263,4                     | 105,3                      | 1645                                    | 26,3                        | 52,6                        | 128,3                          |
| GeForce GTX 560 Ti 448 Cores | 29. Nov. 2011      | GF110                 | 40                    | 14                    | 448                   | 56                    | 732                   | 1464                  | 1280           | 1900 (950)     | GDDR5          | 320 Bit             | 1311,7                     | 164                        | 2562                                    | 20,5                        | 41,3                        | 152                            |
| GeForce GTX 570              | 7. Dez. 2010       | GF110                 | 40                    | 15                    | 480                   | 60                    | 732                   | 1464                  | 1280           | 1900 (950)     | GDDR5          | 320 Bit             | 1405,4                     | 175,7                      | 2745                                    | 22                          | 43,9                        | 152                            |
| GeForce GTX 580              | 9. Nov. 2010       | GF110                 | 48                    | 16                    | 512                   | 64                    | 772                   | 1544                  | 1536 – 3072    | 2004 (1002)    | GDDR5          | 384 Bit             | 1581,1                     | 197,6                      | 3088                                    | 24,7                        | 49,4                        | 192,4                          |
| GeForce GTX 590              | 24. Mrz. 2011      | 2× GF110              | 2× 48                 | 2× 16                 | 2× 512                | 2× 64                 | 607                   | 1215                  | 2× 1536        | 1707 (854)     | GDDR5          | 2× 384 Bit          | 2× 1244,2                  | 2× 155,5                   | 2× 2430                                 | 2× 19,4                     | 2× 38,8                     | 2× 163,9                       |

### Leistungsaufnahmedaten
| Modell                       | Typ      | Verbrauch (Watt) | Verbrauch (Watt) | Verbrauch (Watt) | Verbrauch (Watt) | zusätzliche Strom- stecker |
| Modell                       | Typ      | MGCP             | Messwerte        | Messwerte        | Messwerte        | zusätzliche Strom- stecker |
| Modell                       | Typ      | MGCP             | Idle             | 3D-Last          | Maximallast      | zusätzliche Strom- stecker |
| ---------------------------- | -------- | ---------------- | ---------------- | ---------------- | ---------------- | -------------------------- |
| GeForce 510 (OEM)            | GF119    | 25               | k. A.            | k. A.            | k. A.            | keine                      |
| GeForce GT 520 (OEM)         | GF119    | 29               | k. A.            | k. A.            | k. A.            | keine                      |
| GeForce GT 520               | GF119    | 29               | 7                | 34               | 36               | keine                      |
| GeForce GT 530 (OEM)         | GF108    | 50               | k. A.            | k. A.            | k. A.            | keine                      |
| GeForce GT 545 DDR3 (OEM)    | GF116    | 70               | k. A.            | k. A.            | k. A.            | keine                      |
| GeForce GT 545 GDDR5 (OEM)   | GF116    | 105              | k. A.            | k. A.            | k. A.            | 1× 6-Pin                   |
| GeForce GTX 550 Ti           | GF116    | 116              | 14-15            | 116-120          | 142-163          | 1× 6-Pin                   |
| GeForce GTX 555 (OEM)        | GF114    | 150              | k. A.            | k. A.            | k. A.            | 2× 6-Pin                   |
| GeForce GTX 560 (OEM)        | GF110    | 150              | k. A.            | k. A.            | k. A.            | 2× 6-Pin                   |
| GeForce GTX 560              | GF114    | 150              | k. A.            | k. A.            | k. A.            | 2× 6-Pin                   |
| GeForce GTX 560 Ti (OEM)     | GF110    | 210              | k. A.            | k. A.            | k. A.            | 2× 6-Pin                   |
| GeForce GTX 560 Ti           | GF114    | 170              | 16               | 152-153          | 193-208          | 2× 6-Pin                   |
| GeForce GTX 560 Ti 448 Cores | GF110    | 210              | 26               | 214              | 258              | 2× 6-Pin                   |
| GeForce GTX 570              | GF110    | 219              | 24-28            | 194-199          | 247-287          | 2× 6-Pin                   |
| GeForce GTX 580              | GF110    | 244              | 31-33            | 221-247          | 312-318          | 1× 6-Pin 1× 8-Pin          |
| GeForce GTX 590              | 2× GF110 | 365              | 52-54            | 343-358          | 428-444          | 2× 8-Pin                   |